# Josep Lluís Sagarra i Zacarini
Josep Lluís Sagarra i Zacarini (Barcelona, 1916 - Barcelona, setembre de 1999), fou un advocat i jurista català.

## Família
Josep Lluís Sagarra estigué casat amb Isabel Trias i Rubiés, amb qui va tenir deu fills. És sogre de Miquel Roca i consogre de Joan Baptista Roca, així com avi de Joan Roca, també advocat.

## Biografia
Es va col·legiar al Col·legi d'Advocats de Barcelona en 1939, just després d'haver acabat la carrera. Es va dedicar a la promoció de la documentació i la terminologia jurídica en català, així com la normalització del català en l'àmbit del dret. Va destacar per la seva tasca en favor del dret català i com a assessor jurídic de diferents associacions catalanes. Gran aficionat al dibuix i l'escultura, va exposar en diverses ocasions.
Fou membre de la junta de la Societat Catalana d'Economia del 1953 al 1963, i el 1977-1978 fou degà de l'Il·lustre Col·legi d'Advocats de Sant Feliu de Llobregat, també va ser vocal bibliotecari del de Barcelona (1858-1963), amb el degà Frederic Roda. Fou soci de l'Institut d'Estudis Catalans. El 1991 va rebre la Creu de Sant Jordi. Fou president de la Junta Constructora del Temple Expiatori de la Sagrada Família durant la darrera dècada del segle xx.